# Comunidad nativa de Nueva Vida
La comunidad nativa de Nueva Vida es una comunidad nativa matsigenka ubicada en el distrito de Megantoni de la provincia de La Convención en el departamento de Cusco, Perú. Fue reconocida por el estado peruano como comunidad nativa el 20 de junio de 1983 mediante la resolución de reconocimiento R.D. 0057-80-DR-AR. 
Su lengua indígena es el machiguenga, una lengua de la familia arahuaca. Según la Base de datos de Pueblos Indígenas u Originarios (BDPI) al 2023, su población actual es de 203 habitantes, siendo el 52.22 % de su población son mujeres, mientras que el 47.78 % corresponde a población masculina.

## Ubicación y acceso
La comunidad nativa se ubica en la margen derecha del río Urubamba, allí habitan familias de la etnia matsigenka y algunos colonos. Presenta una extensión de 9536 ha. Para acceder allí desde Quillabamba se va hasta el centro poblado de Ivochote por vía terrestre en un trayecto que dura 12 h aproximadamente, luego otras seis horas en vía fluvial. En la actualidad, esta comunidad cuenta con telefonía móvil y servicio de electricidad. Dentro de su jurisdicción se encuentra la Institución Educativa Inicial n.° 433.
El territorio de Nueva Vida colinda con los de la comunidad nativa de Nuevo Mundo.
Presenta vientos calmados en su mayoría, y un clima cálido muy lluvioso, cuenta con precipitaciones durante gran parte de las estaciones del año, con una humedad relativa calificada como muy húmeda. Además, su elevación va entre los 800 a 3600 m s.n.m.

## Actividades económicas
La actividad principal económica es la agricultura, seguido por la crianza de animales. La presencia de la empresa de hidrocarburos generó una diversificación productiva en el lugar. Aparte de labores en las empresas de hidrocarburos, también las personas trabajan en el municipio como proveedores o a través de negocios como restaurantes y abarrotes, entre otros.

### Actividad pesquera
Al 2010, realizaban actividades de pesca entre 3 a 4 veces por semana, pero cinco años antes dicha actividad la realizaban 1 vez por semana debido a la gran afluencia de peces que existía en el río Urubamba. Por este motivo, algunos pobladores preferían obtener el pescado por trueque o compra. El pescado más consumido era el boquichico (Prochilodus nigricans) que representaba el 80% de la fauna piscícola consumida.
Sus áreas principales de pesca se encuentran localizadas en los ríos Yamehua y Huitricoya; Quebradas Panguana, Tapetsari, Pomporoato y Cheviroato; lugares que servirían de refugio de especies frente a la severa y constante presión del tráfico fluvial en el río Urubamba.

## Alimentación
Al 2010, su dieta alimenticia se basa en el consumo de pescado, pero debido a la pérdida gradual de este recurso, otras opciones principales han sido el consumo de carne de monte y en menor cantidad el pollo o gallina.

## Salud
Cuenta con puestos de salud sin internamiento. Al 2017, la desnutrición crónica infantil presentaba un valor del 37.23 %, mientras que la anemia en menores de cinco años representaba el 28.72 %.
En agosto de 2023, en una mesa técnica de trabajo, el Gobierno Regional del Cusco evaluó la construcción de un centro de salud en la comunidad.